# Jakovlevskij rajon (Oblast' di Belgorod)
Lo Jakovlevskij rajon (in russo Яковлевский район?) è un rajon dell'Oblast' di Belgorod, nella Russia europea; il capoluogo è Stroitel'. Istituito nel 1965, ricopre una superficie di 1.089 chilometri quadrati ed ospitava nel 2010 una popolazione di circa 56.000 abitanti.